# Mansión Baudelaire
La Mansión Baudelaire es el antiguo hogar de la familia Baudelaire en los libros infantiles de ficción Una serie de eventos desafortunados. La casa se quemó en un presunto incendio provocado. En la película se asume que el culpable fue el Conde Olaf, utilizando un lente o lupa gigante. Se dijo que los padres de los Baudelaire murieron debido a la refracción de la luz de dicho lente, dejando huérfanos a Violet, Klaus y a Sunny. La casa contiene una enorme biblioteca. 
La casa se encuentra conectada al número 667 de la Avenida Oscura mediante un pasadizo secreto, el hogar de Jerome Miseria y anteriormente de Esmé Miseria. El propósito de este pasadizo era el de dirígir a miembros de V.F.D. a lugares seguros antes del cisma. Probablemente este pasadizo fue la razón por la cual Jacques Snicket convenció a
Jerome Miseria para que comprase el ático del número 667 de la Avenida Oscura y que nunca, jamás la vendiese a nadie. Por esta misma razón, Jacques Snicket le rogó a Jerome Miseria que no se casara con Esmé. Se creyó que uno de los padres escapó del incendio a través de este túnel, pero para la desgracia de los Baudelaire eso resultó ser falso. 
En la película, la Mansión Baudelaire se sitúa en el número 28 Prospero, Boston, Ma.
- Datos: Q3661063